# Merel Huizinga
Merel Huizinga  (Kempen, 11 december 1963) is een Nederlandse zangeres en mezzosopraan.
Huizinga rondde in 1991 een studie kunstgeschiedenis en muziekwetenschappen af aan de Universiteit van Amsterdam en studeerde daarna zang aan het Koninklijk Conservatorium in Den Haag. Zij werd gecoacht door Paula de Wit, zangdocente aan het Sweelinck Conservatorium te Amsterdam.
Naast haar studie aan het conservatorium studeerde zij Russisch, waarvoor zij in Sint-Petersburg verbleef. Aldaar bekwaamde zij zich in het Russisch repertoire bij Marina Phillipova. Vervolgens nam zij deel aan een masterclass bij György Kurtág met een van zijn Russische cycli.
Als soliste trad zij onder meer op in de serie Jong Talent in diverse Nederlandse schouwburgen. Zij zong in samenwerking met Theatergroep Hollandia, Monteverdi-voorstellingen in Paradiso te Amsterdam. Een van haar Russische programmaseries werd gekozen voor de officiële opening van het Tsaar Peter-jaar 1996. In 2002 ontving zij een prijs van het Fonds voor de Podiumkunsten om een jaar Alexandertechniek te studeren. In 2004 ontving zij samen met pianiste Rie Tanaka de Mephisto-muziekprijs.
Huizinga verleende haar medewerking aan diverse CD’s; onder meer maakte zij met het Kamerkoor Nieuwe Muziek voor de gemeente Amsterdam solo-opnamen met muziek van Hans Zender. Zij zong mee in de opera en de CD-opname “Les Mamelles de Tiresias” van Poulenc onder leiding van Ed Spanjaard en David Prins. Verder gaf zij soloconcerten voor het Office du Tourisme te Bordeaux en het Uffizio Turistico di Tuscania. In "De Toverfioele" van componist Egmont Swaan, een muziektheaterproductie uitgezonden door Omrop-Fryslân, zong  zij een hoofdrol.
In 2006 trad zij op in concertzalen in Nederland met haar Russische programma "Met en Zonder Zon" samen met pianiste Olga Chozianova (eerste pianiste van het Nederlands Balletorkest). Haar voorstelling "Het temmen van de os" ging in 2007 in première in Felix Meritis te Amsterdam. 
Als zangdocente heeft Huizinga onder meer gewerkt op de Jeugdtheaterschool te Amsterdam. 